# Simon Jurovsky
Šimon Jurovský, originellement Simon Weiss-Nägel, né le 8 février 1912 à Uľanka, Banská Bystrica, en Slovaquie - mort le 8 novembre 1963 à Prague, en Tchécoslovaquie, est un compositeur tchécoslovaque de musique de ballet, de musique de chambre, de musique de scène et de musique de film.

## Famille
Père : Juraj Weiss-Nägel

Mère : Anna Daubnerová

Frères : Anton Weiss-Nägel, Stanislav Weiss-Nägel et Jozef Weiss-Nägel

Sœur : Anna Weiss-Nägel

## Carrière
En 1928, il commence à étudier au Collège des professeurs à Banská Bystrica. Après avoir accompli cela, en 1931, il rejoint L'Académie de la musique et du dramatique à Bratislava, avec le professeur Alexander Moyzes. Il étudie la composition et la direction avec Jozefa Vincoureka. De 1937 à 1939, il travaille comme secrétaire et archiveur gramophone verticale à la Radio slovaque. La radio est transférée à Vienne en 1939, alors là, il étudie la composition à L'École de musique et d'art de la scène. Comme chef d'orchestre, il a fut dans le chœur des enseignants à Bratislava (1939-1942) et dans le chœur de la classe ouvrière de Bratislava (1945-1947). En même temps, il travaille comme directeur musical de la Radio slovaque, un travail qu'il avait commencé en 1942. De 1948 à 1951 il est le chef du département de musique de la Radio slovaque, et juste après, jusqu'à 1955, il est à la tête du département de musique du Deputy of Education and Enlightenment (Ministère de l'éducation et de l'illumination). Le 1er octobre 1956, il devient le directeur artistique du Théâtre nationale slovaque de l'opéra. Il occupe ce poste jusqu'à sa mort en 1963.

Ses chansons suivent l'orientation de la Slovaquie entre des guerres et ont tendance à exploiter les éléments typiques de la musique folk. Ses chefs-d'œuvre font encore partie de la culture musicale slovaque. Il est l'auteur d'un des premiers ballets slovaques, Ballad des chevaliers (1956-1960).

## Musiques de film
- Unploughed Field (1953), dirigé par : Vladimír Bahna

## Prix
Prix de Bratislava

1954 - Lauréat du Prix d'État de Klement Gottwald

1962 - Mérite pour la construction

1964 - Prix In Memoriam J. Bell L.

## Sources
- (sk) Cet article est partiellement ou en totalité issu de l’article de Wikipédia en slovaque intitulé « Šimon Jurovský » (voir la liste des auteurs).